# Hüsnü Özkara
Hüsnü Özkara (* 25. Januar 1955 in Trabzon) ist ein ehemaliger türkischer Fußballspieler und -trainer. Er war Teil der legendären Mannschaft, die als erste anatolische Fußballmannschaft die Türkische Fußballmeisterschaft gewann und im nachfolgenden den türkischen Fußball dominierte. Durch diese langjährige Tätigkeit für Trabzonspor wird er mit diesem Verein assoziiert und auf der Fan- und Vereinsseite als einer der bedeutendsten Spieler der Klubgeschichte bezeichnet. Auch für MKE Ankaragücü ist er wegen seiner nahezu achtjährigen Tätigkeit von Bedeutung.

## Spielerkarriere

### Verein
Özkara erlernte das Fußballspielen auf der Straße und wurde 1975 von den Talentscouts der Erstligamannschaft seiner Heimatstadt, Trabzonspor, entdeckt und in den Kader aufgenommen. In seiner ersten Spielzeit für Trabzonspor war er eher Reservespieler und machte lediglich zwei Ligaspiele. Sein Verein erreichte völlig überraschend die Türkische Meisterschaft. Bis zu dieser Saison entschieden die drei großen Istanbuler Vereine Beşiktaş Istanbul, Fenerbahçe Istanbul und Galatasaray Istanbul die Meisterschaft der Süper Lig unter sich. Zwar verfehlte mit Eskişehirspor ein anderer anatolischer Verein dreimal knapp die Meisterschaft, jedoch blieb der Bann bestehen. Erst mit Trabzonspors Meisterschaft wurde er gelöst. Nach dieser Meisterschaft dominierte man auch die nächste Saison die Liga und sammelte neben der Meisterschaft auch mit dem Gewinn des Türkischen Fußballpokals und des Türkischen Supercups alle übrigen Pokale im damaligen türkischen Fußball. Erst in der Spielzeit 1977/78 vergab man mit einem Punkt Unterschied die Meisterschaft an Fenerbahçe, konnte aber die zwei übrigen Pokale holen. Özkara kam bis zum Sommer 1977 eher sporadisch zu Einsätzen. Nach der verpassten Meisterschaft 1977/78 wurde eine Revision im Kader durchgeführt und viele gestandene Profis abgegeben. Özkara blieb als junger Spieler im Kader und war fortan Stammspieler. Die Mannschaft erholte sich relativ schnell und wurde in den nächsten drei Spielzeiten erneut türkischer Fußballmeister. In der Spielzeit 1981/82 verpasste der Verein die Titelverteidigung und führte eine Revision im Kader durch. Dieser Revision fiel auch Özkara zum Opfer und wurde an den Ligakonkurrenten MKE Ankaragücü.
Für Ankaragücü spielte Özkara im Folgenden sechs Spielzeiten und wurde damit zu einem der dienstältesten Spieler der Vereinsgeschichte.
Zur Saison wechselte er zum ostanatolischen Verein Kahramanmaraşspor. Dieser Verein stieg zum ersten Mal in der Vereinsgeschichte in die höchste türkische Spielklasse auf und wollte seinen Kader mit gestandenen Profis verstärken. Daher holte man Özkara. Der Verein erlebte eine denkbar schlechte Spielzeit und stand sehr früh als Absteiger fest. Um den entstandenen Schaden im Zaum zu halten, wurden viele Spieler freigestellt.
So wechselte Özkara wieder zu Ankaragücü. Hier spielte er eineinhalb Spielzeiten lang und beendete im Sommer 1990 seine aktive Fußballerlaufbahn.

### Nationalmannschaft
Özkara spielte das erste Mal für die türkische Nationalmannschaft bei einem Freundschaftsspiel gegen die Nationalmannschaft Saudi-Arabiens. Nach dieser Begegnung gehörte er drei Jahre zu einer festen Größe im Nationalteam spielte insgesamt achtmal für die Rot-Weißen. November 1982 wurde er im Rahmen eines Qualifikationsspiels für die EM 1984 gegen die österreichische Nationalmannschaft in das Mannschaftsaufgebot gerufen und spielte bei dieser Begegnung das letzte Mal für die Türkei.
Darüber hinaus machte er als 27-Jähriger zwei Spiele für die Türkische U-21-Nationalmannschaft. Die Umstände dieser Spieleinsätze sind bisher unklar.

## Trainerkarriere
Im Anschluss an seine Profifußballerlaufbahn wechselte er ins Trainerfach und übernahm als erste Tätigkeit den Cheftrainerposten bei Petkimspor. Die nachfolgenden Spielzeiten trainierte er fast ausschließlich Mannschaften der unteren türkischen Profiligen, u. a. Zonguldakspor.
Im Sommer 2002 übernahm er den damaligen Zweitligisten Konyaspor und erreichte mit diesem Verein zum Ende der Spielzeit 2002/03 die Meisterschaft der TFF 1. Lig und damit den direkten Aufstieg in die Süper Lig. Er betreute den Verein auch in der Süper Lig, wurde aber wegen schlechter Ergebnisse entlassen.
Im Anschluss trainierte er diverse Zweitligamannschaften ohne nennenswerte größere Erfolge.
Im Oktober ersetzte er beim Aufsteiger und Zweitligisten Elazığspor den zurückgetretenen Osman Özköylü. Er führte den Verein schnell auf die Erfolgsspur und übernahm schnell die Tabellenführung der TFF 1. Lig. Im Laufe der Spielzeit wurde diese Führung sogar sicher ausgebaut. Gegen Saisonende erlebte der Verein einen Einbruch und verlor die Tabellenspitze. Der Vereinsvorstand reagiert und ersetzte Ozkara durch Bülent Uygun.
Zum Sommer 2012 wurde er bei Torku Konyaspor als neuer Cheftrainer vorgestellt. Nach einem enttäuschenden Saisonverlauf wurde nach dem 12. Spieltag sein Vertrag nach gegenseitigem Einverständnis mit der Vereinsführung aufgelöst und das Arbeitsverhältnis so beendet.
Im Sommer 2013 wurde Özkara beim Drittligisten Aydınspor 1923 als neuer Cheftrainer vorgestellt. Hier arbeitete er bis zum nächsten November und verließ anschließend diesen Klub wieder.
Zum 37. Spieltag der Zweitligasaison 2013/14 übernahm Özkara Orduspor und folgte damit dem entlassenen Erkan Sözeri. Diesen Verein betreut er bis zum Saisonende und verließ ihn nach dem Vertragsende wieder.

## Erfolge

### Als Spieler
Mit Trabzonspor
- Türkischer Meister (5): 1976, 1977,  1979, 1980, 1981
- Türkischer Pokalsieger (3): 1977, 1978, 1984
- Türkischer Supercup (6): 1976, 1977, 1978, 1979, 1980, 1983
- Başbakanlık Kupası (2): 1976, 1978

### Als Trainer
Mit Konyaspor
- Meisterschaft der TFF 1. Lig und Aufstieg in die Süper Lig: 2002/03